# 다마스쿠스의 아나니아
아나니아(/ˌænəˈnaɪəs/, 고대 그리스어: Ἀνανίας 히브리어 חנניה, 하나냐, "여호와의 은혜")는 성경의 사도행전에 등장하는 예수의 제자다. 다마스쿠스의 인물로, 사도행전에서는 예수로부터 보냄받아 타르소스의 사울(나중에 사도 바울로 불러졌다.)의 시력을 회복시키고 예수의 길을 따르는데 필요한 가르침을 준 인물로 서술된다.

## 신약에서의 모습
아나니아는 다마스쿠스에 살던 사람이며, 다마스쿠스에 사는 "모든 유대인들에게 칭찬을 받는, 율법에 따르는 경건한 사람"으로도 묘사된다. F. F. 브루스에 따르면, 이것은 그가 사도행전 8장 1절에 기술된 예루살렘의 박해로 인한 피난민이 아니었음을 의미한다.

### 사울의 치유

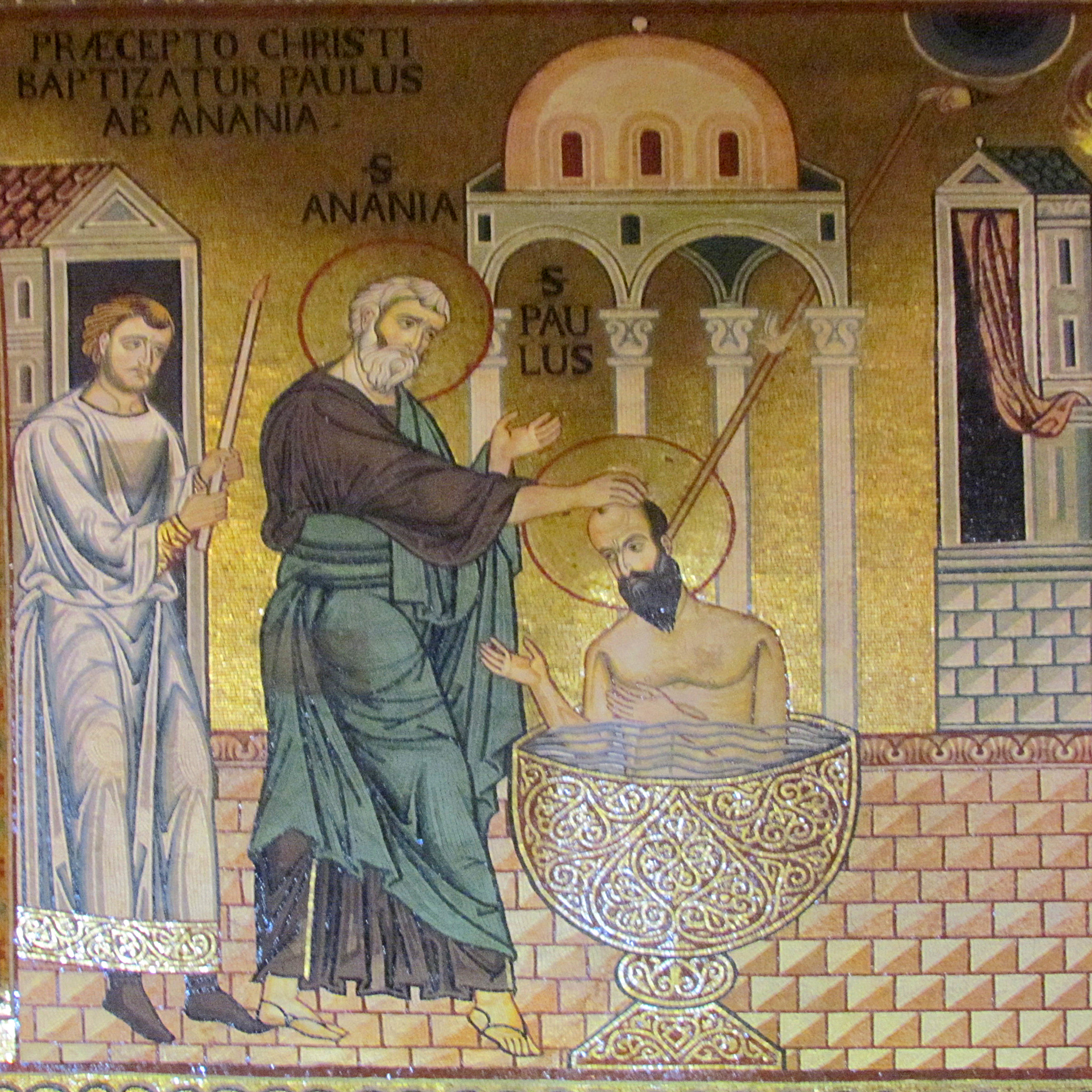
아나니아에 의한 성 파울로의 세례, 카펠라 팔라티나

예수는 바울(당시에 사울이라고 불림)이 회심하는 동안 도시 안으로 들어가서 기다리라고 말한다. 예수는 후에 환상 중 아나니아에게 "곧은 길이라고 불리는 거리"로 가서 "유다의 집에 타르수스 사람 사울이라고 하는 사람을 찾으라"라고 말한다. 아나니아는 사울이 "주의 성도"를 박해하고 있다고 항의했지만, 주는 사울이 "이 사람은 내 이름을 이방인과 임금들과 이스라엘 자손들에게 전하기 위하여 택한 나의 그릇이라"라고 답한다. 아나니아가 사울에게로 들어가서 손을 그의 머리에 얹으니, 그의 눈 표면에 있는 죽은 조직의 "비늘"이 떨어져 나갔고, 그는 아나니아를 올려다 보았다. 부가적 가르침을 받은 후, 사울은 세례를 받았다.

## 현대 학자들에 의한 성경적 지위

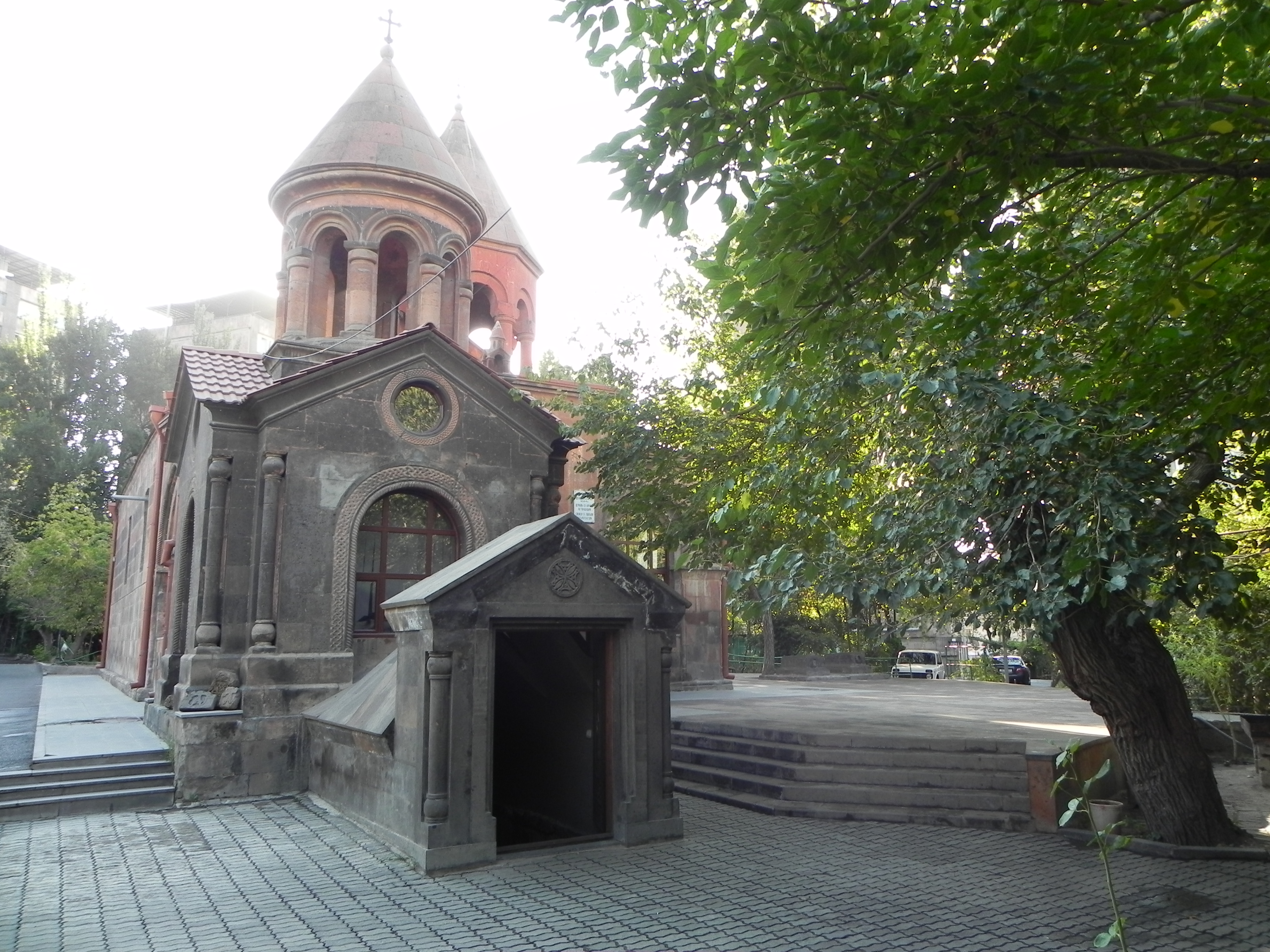
아르메니아 예레반에 있는 조르보 스르브 교회의 아나니아 예배당

로데릭 L. 에반스는 사도나 제자와 같은 대체 호칭에도 불구하고 하나님으로부터 메시지를 받거나 미래의 사건을 계시하는 성경 인물들은 신약시대의 인물이라도 선지자로 정의하는데, 아나니아 역시 선지자로 간주한다. 성공회 성직자이자 신학자인 에드워드 카루스 셀윈은 아나니아를 선지자로 인정했을 뿐만 아니라 70명의 제자들 중 한 사람과 다른 임무를 부여받은 사도로 인정했다. F. F. 브루스는 아나니아가 "성스러운 역사에서 영광스러운 위치를 차지하고 있으며, 위대한 사도의 삶과 업적에서 비롯된 축복에 들어간 모든 사람들의 감사에 대한 특별한 권리"라고 제안한다.
아나니아는 로마의 히폴리투스와 다른 사람들에 의해 누가복음 10장 1-20절에 사명이 기록된 70명의 제자 중 한 명으로 기록되기도 한다.
가톨릭 전통에 따르면, 아나니아는 엘류테로폴리스에서 순교했다. 아르메니아 예레반에 있는 조르보 교회 아래에 무덤이 위치한다.

## 로마 순교록
《로마 순교록》 2004년판에서 아나니아는 1월 25일 성 바오로 개종축일과 같은 날에 기념되는 성인으로 기록되어 있다.

## 같이 보기
- 다마스쿠스에 있는 아나니아의 집으로 추정되는, 성 아나니아의 집